# Свинопас (мультфильм)
«Свинопас» — кукольный мультфильм по одноимённой сказке (1841) Ханса Кристиана Андерсена, снятый в ТО «Экран» в 1980 году.

## Сюжет
Жил-был принц, только королевство у него было очень маленькое. Однажды он увидел дочь императора, проезжавшую в карете, и влюбился. Принц решил посвататься и послал подарки: розу, аромат которой заставлял забыть все горести и заботы, и соловья, чьё прекрасное пение заставляло прослезиться. Но принцесса отвергла его дары, поскольку они были настоящими. Принц решил сам узнать, в чём дело, переоделся в простую одежду и поступил служить императору свинопасом.
На следующий день принцесса гуляла по саду и услышала перезвон колокольчиков. Она узнала мелодию песни «Ах, мой милый Августин», так как умела играть её. Оказывается, в руках у свинопаса был волшебный горшочек с колокольчиками: если его залить водой и поставить на огонь, то, подержав руки над паром, можно узнать все городские новости. Принцесса послала одну из своих фрейлин купить инструмент. Свинопас потребовал десять поцелуев принцессы, и, поколебавшись, она согласилась. Фрейлины окружили их и считали поцелуи. Горшочек был отнесён на кухню и поставлен на плиту, а принцесса и фрейлины узнали, что на обед у всех в городке.
На следующий день в руках свинопаса была необыкновенная трещотка, из которой звучала прелестная мелодия. И снова принцесса захотела её купить. На этот раз свинопас потребовал сто поцелуев принцессы. Поторговавшись, она снова согласилась. Фрейлины вновь окружили их и так внимательно считали поцелуи, что не заметили подошедшего императора. Он возмутился и выгнал свою дочь и свинопаса из своего государства. Принцесса стояла под дождём и плакала:
 Ах, какая я несчастная принцесса! Ну отчего я не вышла за красавца-принца! 
Тут принц снял одеяние свинопаса, предстал в своём исходном облике и сказал:
 Ты не оценила ни соловья, ни розы, а согласилась целовать свинопаса за безделушки. Поделом же тебе! 
Отвернувшись, он удалился.

## Создатели
- Автор сценария: Жанна Витензон
- Режиссёры: Майя Бузинова, Иосиф Доукша
- Художник: Ольга Гвоздева
- Оператор: Александр Пекарь
- Композитор: Михаил Зив
- Звукооператор: Виталий Азаровский
- Мультипликаторы: Майя Бузинова, Иосиф Доукша, Татьяна Молодова
- Роли озвучивали:
  - Юрий Воробьёв — принц
  - Людмила Крылова — принцесса
  - Виктор Байков — придворный у принца
  - Илья Рутберг — придворный у императора
  - Готлиб Ронинсон — император
- Куклы изготовили:
  - Юрий Одинцов
  - Александра Мулюкина
  - Владимир Шафранюк
  - Надежда Лярская
  - Маргарита Богатская
  - Анатолий Кузнецов
  - Любовь Доронина
  - Галина Круглова
  - Нина Пантелеева
  - Виктор Слетков
- Монтажёр: Светлана Симухина
- Редактор: Алиса Феодориди
- Директор: Елена Бобровская

Создатели приведены по титрам мультфильма.

## Интересные факты
Режиссёры Майя Бузинова и Иосиф Доукша специализировались на кукольной мультипликации. Они создали серию кукольных мультфильмов по сказкам Ханса Кристиана Андерсена:
- «Свинопас» (1980);
- «Домовой и хозяйка» (1988);
- «Новое платье короля» (1990);
- «Соловей» (1991).

## Издания на DVD
Мультфильм многократно издавался на DVD в сборниках мультфильмов по сказкам Андерсена.
- «Волшебное зеркало Андерсена» Сборник мультфильмов.[1]